# Bart van Es
Bart van Es (Ede, 7 giugno 1972) è uno scrittore olandese naturalizzato britannico.

## Biografia
Nato a Ede nel 1972 vive a Oxford dove insegna letteratura inglese dal 1999.
Cresciuto in Norvegia, a Dubai e in Indonesia, ha studiato inglese e tedesco prima di trasferirsi definitivamente nel Regno Unito nel 1986.
Dopo aver pubblicato alcuni saggi su Edmund Spenser e William Shakespeare, nel 2018 ha dato alle stampe La ragazza cancellata, biografia di Lien de Jong, giovane ragazza ebrea nascosta dai nonni dello scrittore durante l' invasione tedesca dei Paesi Bassi, vincitrice di due premi ai Costa Book Awards 2019 tra cui il "Libro dell'anno".

## Opere principali

### Saggi
- Spenser's Forms of History (2002)
- A Critical Companion to Spenser Studies (2006)
- Shakespeare in Company (2013)
- Shakespeare’s Comedies: A Very Short Introduction (2016)

### Biografie
- La ragazza cancellata (The Cut Out Girl: A Story of War and Family, Lost and Found), Milano, Guanda, 2018 traduzione di Elisa Banfi ISBN 978-88-235-1647-2.

## Premi e riconoscimenti
- Costa Book Awards: 2018 vincitore nella categoria "Miglior Biografia" e "Libro dell'anno" con La ragazza cancellata